# 27192 Selenali
27192 Selenali è un asteroide della fascia principale. Scoperto nel 1999, presenta un'orbita caratterizzata da un semiasse maggiore pari a 2,3230681 UA e da un'eccentricità di 0,1631444, inclinata di 4,91965° rispetto all'eclittica.